# In My Car
In My Car è una canzone di Ringo Starr, apparsa come traccia d'apertura del suo album Old Wave, che ha avuto una distribuzione limitata nel 1983. È stata composta dal drummer, accreditato con il suo vero nome, Richard Starkey, da Joe Walsh, da Mo Foster e da Kim Goody. Il brano, prodotto da Walsh, è stato pubblicato su un 45 giri dalla Bellaphon Records in Germania, con il numero di serie 100.16.012, il 16 giugno 1983, lo stesso giorno dell'LP dal quale è estratto. Il lato B è As Far as We Can Go. In seguito, In My Car è stata inclusa sulla compilation Starr Struck: Best of Ringo Starr, Vol.2 del 1988.

## Formazione
- Ringo Starr: voce, batteria
- Joe Walsh: cori, chitarra
- Mo Foster: basso elettrico
- Gary Brooker: tastiere
- Chris Stainton: tastiere
- Steve Hess: cori
- Mark Easterling: cori
- Patrick Maroshek: cori[1][2]

Talvolta, a Starr sono state anche accreditate le percussioni.